# كون (تكساس)
كون (بالإنجليزية: Cone, Texas)‏ هي unincorporated community of the United States of America تقع في الولايات المتحدة في تكساس. يقدر عدد سكانها بـ 70 نسمة وترتفع عن سطح البحر 954.04 متر.